# Amastridium sapperi
Espèce
Synonymes
- Mimometopon sapperi Werner, 1903
- Amastridium veliferum sapperi (Werner, 1903)

Statut de conservation UICN

 LC  : Préoccupation mineure
Amastridium sapperi est une espèce de serpents de la famille des Dipsadidae.

## Répartition
Cette espèce se rencontre au Belize, au Honduras, au Guatemala et au Mexique.

## Étymologie
Cette espèce est nommée en l'honneur de Karl Theodor Sapper (1886-1945).

## Publication originale
- Werner, 1903 : Über Reptilien und Batrachier aus Guatemala und China in der zoologischen Staats-Sammlung in München nebst einem Anhang über seltene Formen aus anderen Gegenden. Abhandlungen der Königlich Bayerischen Akademie der Wissenschaften, sér. 2, vol. 22, p. 343-384 (texte intégral).